# Processament d'imatges quàntiques
El processament d'imatges quàntiques (QIMP) utilitza la informàtica quàntica o el processament d'informació quàntica per crear i treballar amb imatges quàntiques.
A causa d'algunes de les propietats inherents a la computació quàntica, en particular l'entrellat i el paral·lelisme, s'espera que les tecnologies QIMP ofereixin capacitats i rendiments que superin els seus equivalents tradicionals, en termes de velocitat de càlcul, seguretat i requisits mínims d'emmagatzematge.

## Rerefons
El treball d'AY Vlasov l'any 1997 es va centrar en l'ús d'un sistema quàntic per reconèixer imatges ortogonals. Això va ser seguit per esforços amb algorismes quàntics per cercar patrons específics en imatges binàries i detectar la postura de determinats objectius. En particular, una interpretació més basada en l'òptica per a la imatge quàntica es va demostrar inicialment experimentalment a i es va formalitzar a després de set anys.
L'any 2003, Salvador Venegas-Andraca i S. Bose van presentar Qubit Lattice, el primer model general publicat per emmagatzemar, processar i recuperar imatges mitjançant sistemes quàntics. Més tard, el 2005, Latorre va proposar un altre tipus de representació, anomenada Real Ket, el propòsit de la qual era codificar imatges quàntiques com a base per a més aplicacions en QIMP. A més, l'any 2010 Venegas-Andraca i Ball van presentar un mètode per emmagatzemar i recuperar formes geomètriques binàries en sistemes de mecànica quàntica en què es demostra que els qubits màximament entrellaçats es poden utilitzar per reconstruir imatges sense utilitzar cap informació addicional.
Tècnicament, aquests esforços pioners amb els estudis posteriors relacionats amb ells es poden classificar en tres grans grups:
- Processament d'imatges digital assistit per quàntics (QDIP): aquestes aplicacions tenen com a objectiu millorar les tasques i aplicacions de processament d'imatges digitals o clàssics.
- Imatge quàntica basada en òptica (OQI)
- Processament d'imatges quàntiques d'inspiració clàssica (QIMP)

## Manipulacions d'imatges quàntiques
Gran part de l'esforç a QIMP s'ha centrat a dissenyar algorismes per manipular la informació de posició i color codificada mitjançant la representació flexible d'imatges quàntiques (FRQI) i les seves moltes variants. Per exemple, es van proposar inicialment transformacions geomètriques ràpides basades en FRQI, incloent intercanvi (de dos punts), gir, rotacions (ortogonals) i transformacions geomètriques restringides per restringir aquestes operacions a una àrea especificada d'una imatge. Recentment, es va discutir la traducció d'imatges quàntiques basada en NEQR per mapar la posició de cada element d'imatge en una imatge d'entrada a una nova posició en una imatge de sortida i l'escala d'imatges quàntiques per canviar la mida d'una imatge quàntica. Mentre que la forma general de transformacions de color basada en FRQI es va proposar per primera vegada mitjançant les portes de qubit únics com les portes X, Z i H. Més tard, s'ha parlat completament de l'operador de canal d'interès (CoI) basat en imatges quàntiques multicanal per implicar el canvi del valor de l'escala de grisos del canal de color preseleccionat i l'operador d'intercanvi de canals (CS) per intercanviar els valors de l'escala de grisos entre dos canals.

## Transformació d'imatge quàntica
Mitjançant la codificació i el processament de la informació de la imatge en sistemes mecànics quàntics, es presenta un marc de processament d'imatges quàntiques, on un estat quàntic pur codifica la informació de la imatge: codificar els valors de píxels en les amplituds de probabilitat i les posicions de píxels en els estats base computacionals.
Una gran classe d'operacions d'imatge és lineal, per exemple, transformacions unitàries, convolucions i filtratge lineal. En la computació quàntica, la transformació lineal es pot representar com {\displaystyle |g\rangle ={\hat {U}}|f\rangle } amb l'estat de la imatge d'entrada {\displaystyle |f\rangle } i l'estat de la imatge de sortida {\displaystyle |g\rangle } . Una transformació unitària es pot implementar com una evolució unitària. Algunes transformacions d'imatge bàsiques i d'ús comú (per exemple, les transformades wavelet de Fourier, Hadamard i Haar) es poden expressar en la forma {\displaystyle G=PFQ}, amb la imatge resultant {\displaystyle G} i una matriu de transformació de fila (columna) {\displaystyle P(Q)}.